# Сингапур на Олимпийских играх
Сингапур впервые принял участие в летних Олимпийских играх в 1948 году и с тех пор Сингапур участвовал во всех летних Олимпийских играх, кроме Игр 1964 и 1980 годов.
В 1964 году спортсмены из Сингапура принимали участие в Олимпийских играх в составе сборной Малайзии. После обретения Сингапуром независимости олимпийская сборная страны вновь стала выступать самостоятельно. В 1980 году Сингапур, как и ряд других стран, бойкотировал Олимпийские игры. 
На зимних Олимпийских играх Сингапур принимал участие только один раз, на Играх в Пхёнчхане в 2018 году.
Все сингапурские медалисты, кроме чемпиона Джозефа Скулинга, являются уроженцами Китая.
Сингапурские спортсмены за всё время своего участия в Олимпийских играх завоевали пять олимпийских медалей. Первую в истории страны олимпийскую медаль завоевал тяжелоатлет Тан Хоу Лян на Играх 1960 года в Риме — он завоевал серебряную медаль в тяжёлой атлетике. Спустя 48 лет, на Играх 2008 года в Пекине женская сборная Сингапура по настольному теннису (Фэн Тяньвэй, Ли Цзявэй и Ван Юэгу) завоевала вторую серебряную медаль. На Играх 2012 года в Лондоне первую бронзовую медаль Сингапура завоевала в одиночку теннисистка Фэн Тяньвэй. На Играх 2016 года в Рио-де-Жанейро Джозеф Скулинг завоевал золотую медаль в плавании — он стал первым в истории Сингапура олимпийским чемпионом.
Национальный олимпийский комитет Сингапура был основан в 1947 году.

## Медалисты
| Медаль  | Имя                            | Игры                | Вид спорта        |
| ------- | ------------------------------ | ------------------- | ----------------- |
| Серебро | Тан Хоу Лян                    | Рим 1960            | Тяжёлая атлетика  |
| Серебро | Фэн Тяньвэй Ли Цзявэй Ван Юэгу | Пекин 2008          | Настольный теннис |
| Бронза  | Фэн Тяньвэй                    | Лондон 2012         | Настольный теннис |
| Бронза  | Фэн Тяньвэй Ли Цзявэй Ван Юэгу | Лондон 2012         | Настольный теннис |
| Золото  | Джозеф Скулинг                 | Рио-де-Жанейро 2016 | Плавание          |

### Медали на летних Олимпийских играх
| Игры                | Золото                                          | Серебро                                         | Бронза                                          | Всего                                           |
| ------------------- | ----------------------------------------------- | ----------------------------------------------- | ----------------------------------------------- | ----------------------------------------------- |
| Лондон 1948         | 0                                               | 0                                               | 0                                               | 0                                               |
| Хельсинки 1952      | 0                                               | 0                                               | 0                                               | 0                                               |
| Мельбурн 1956       | 0                                               | 0                                               | 0                                               | 0                                               |
| Рим 1960            | 0                                               | 1                                               | 0                                               | 1                                               |
| Токио 1964          | Спортсмены выступали в составе сборной Малайзии | Спортсмены выступали в составе сборной Малайзии | Спортсмены выступали в составе сборной Малайзии | Спортсмены выступали в составе сборной Малайзии |
| Мехико 1968         | 0                                               | 0                                               | 0                                               | 0                                               |
| Мюнхен 1972         | 0                                               | 0                                               | 0                                               | 0                                               |
| Монреаль 1976       | 0                                               | 0                                               | 0                                               | 0                                               |
| Москва 1980         | не принимал участие                             | не принимал участие                             | не принимал участие                             | не принимал участие                             |
| Лос-Анджелес 1984   | 0                                               | 0                                               | 0                                               | 0                                               |
| Сеул 1988           | 0                                               | 0                                               | 0                                               | 0                                               |
| Барселона 1992      | 0                                               | 0                                               | 0                                               | 0                                               |
| Атланта 1996        | 0                                               | 0                                               | 0                                               | 0                                               |
| Сидней 2000         | 0                                               | 0                                               | 0                                               | 0                                               |
| Афины 2004          | 0                                               | 0                                               | 0                                               | 0                                               |
| Пекин 2008          | 0                                               | 1                                               | 0                                               | 1                                               |
| Лондон 2012         | 0                                               | 0                                               | 2                                               | 2                                               |
| Рио-де-Жанейро 2016 | 1                                               | 0                                               | 0                                               | 1                                               |
| Токио 2020          | 0                                               | 0                                               | 0                                               | 0                                               |
| 2024 Париж          |                                                 |                                                 |                                                 |                                                 |
| Итого               | 1                                               | 2                                               | 2                                               | 5                                               |

### Медали по видам спорта
| Вид спорта        | Золото | Серебро | Бронза | Всего |
| ----------------- | ------ | ------- | ------ | ----- |
| Плавание          | 1      | 0       | 0      | 1     |
| Настольный теннис | 0      | 1       | 2      | 3     |
| Тяжёлая атлетика  | 0      | 1       | 0      | 1     |
| Всего             | 1      | 2       | 2      | 5     |